# Hospital de Fuenlabrada (metrostation)
Hospital de Fuenlabrada is een metrostation in Fuenlabrada. Het station werd geopend op 11 april 2003 en wordt bediend door lijn 12 van de metro van Madrid.